# 그뤼나이젠 상수
응집물질물리학에서 그뤼나이젠 상수(Grüneisen constant)는 결정의 고유 상수로, 열팽창에 따라 포논의 에너지가 바뀌는 정도를 나타낸다.

## 정의
부피 {\displaystyle V}를 가진 결정이 포논 각주파수를 {\displaystyle \omega }를 가진다고 하자. 이 결정이 열팽창에 따라 부피가 {\displaystyle V+\Delta V}로 바뀌고, 포논 각주파수도 {\displaystyle \omega +\Delta \omega }로 바뀐다고 하자. 그렇다면 그뤼나이젠 상수 {\displaystyle \gamma }는 다음과 같다.
{\displaystyle \gamma =-{\frac {V}{\Delta V}}{\frac {\Delta \omega }{\omega }}}.
물론 대부분의 결정에는 여러 종류의 포논이 존재한다. 이 경우에는 각 포논 종류마다 그뤼나이젠 상수를 정의할 수 있다.

## 역사
에두아르트 그뤼나이젠(독일어: Eduard Grüneisen)이 1926년에 정의하였다.

## 같이 보기
- 디바이 모형